# Mistrovství Evropy ve fotbale hráčů do 17 let 2012
Mistrovství Evropy ve fotbale hráčů do 17 let 2012 se konalo od 4. do 16. května ve Slovinsku. Jednalo se o 11. ročník turnaje v této věkové kategorii, kterého se účastnilo osm týmů. Obhájcem titulu byla reprezentace Nizozemska, která tak obhájila titul. Turnaje se mohli účastnit hráči narození nejdříve 1. ledna 1995.

## Účastníci
Byla sehrána kvalifikace, které se zúčastnilo 52 reprezentací (Slovinsko mělo účast na závěrečném turnaji jistou jako pořadatel). V první fázi bylo 52 týmů rozlosováno do 13 skupin po 4 týmech. Ve skupinách se utkal každý s každým jednokolově na stadionech jednoho z účastníků skupiny jako víkendový turnaj. Vítězové skupin, týmy na druhých místech a dva nejlepší týmy ze žebříčku celků umístěných na třetích místech postoupili do druhé fáze. V té bylo 28 týmů rozlosováno do 7 skupin po čtyřech. Opět se utkal každý s každým jednokolově na stadionech jednoho z účastníků skupiny jako víkendový turnaj. Všech 7 vítězů skupin postoupilo na závěrečný turnaj.
- Belgie
- Francie
- Gruzie
- Island
- Německo
- Nizozemsko
- Polsko
- Slovinsko (hostitel)

## Základní skupiny

### Skupina A
| Tým     | Z | V | R | P | VG | IG | +/- | B |
| ------- | - | - | - | - | -- | -- | --- | - |
| Německo | 3 | 3 | 0 | 0 | 5  | 0  | +5  | 9 |
| Gruzie  | 3 | 1 | 1 | 1 | 2  | 2  | 0   | 4 |
| Francie | 3 | 0 | 2 | 1 | 3  | 6  | –3  | 2 |
| Island  | 3 | 0 | 1 | 2 | 2  | 4  | –2  | 1 |

| 4. května 2012 18:30 |        |           |                                                            |
| Gruzie               | 0:1    | Německo   | Stožice Stadium, Lublaň rozhodčí: Ivan Kružliak (Slovakia) |
|                      | Report | Meyer 59' | Stožice Stadium, Lublaň rozhodčí: Ivan Kružliak (Slovakia) |

| 4. května 2012 20:30   |        |                               |                                                            |
| Francie                | 2:2    | Island                        | Domžale Stadium, Domžale rozhodčí: Alan Mario Sant (Malta) |
| Chemlal 7' Martial 56' | Report | Birgisson 66' Hermannsson 77' | Domžale Stadium, Domžale rozhodčí: Alan Mario Sant (Malta) |

| 7. května 2012 17:30 |        |                          |                                                             |
| Francie              | 1:1    | Gruzie                   | Domžale Stadium, Domžale rozhodčí: Harald Lechner (Austria) |
| Lemar 67'            | Report | Chechelasvili 30' (pen.) | Domžale Stadium, Domžale rozhodčí: Harald Lechner (Austria) |

| 7. května 2012 18:30 |        |              |                                                          |
| Island               | 0:1    | Německo      | Stožice Stadium, Lublaň rozhodčí: Marius Avram (Romania) |
|                      | Report | Stendera 20' | Stožice Stadium, Lublaň rozhodčí: Marius Avram (Romania) |

| 10. května 2012 19:30      |        |         |                                                          |
| Německo                    | 3:0    | Francie | Stožice Stadium, Lublaň rozhodčí: Marius Avram (Romania) |
| Meyer 54', 56' Dittgen 62' | Report |         | Stožice Stadium, Lublaň rozhodčí: Marius Avram (Romania) |

| 10. května 2012 19:30 |        |                 |                                                                 |
| Island                | 0:1    | Gruzie          | Domžale Stadium, Domžale rozhodčí: Mattias Gestranius (Finland) |
|                       | Report | Dartsimelia 74' | Domžale Stadium, Domžale rozhodčí: Mattias Gestranius (Finland) |

### Skupina B
| Tým        | Z | V | R | P | VG | IG | +/- | B |
| ---------- | - | - | - | - | -- | -- | --- | - |
| Nizozemsko | 3 | 1 | 2 | 0 | 3  | 1  | +2  | 5 |
| Polsko     | 3 | 1 | 2 | 0 | 2  | 1  | +1  | 5 |
| Belgie     | 3 | 1 | 1 | 1 | 3  | 2  | +1  | 4 |
| Slovinsko  | 3 | 0 | 1 | 2 | 3  | 7  | –4  | 1 |

| 4. května 2012 14:00 |        |        |                                                                     |
| Polsko               | 1:0    | Belgie | Lendava Sports Park, Lendava rozhodčí: Mattias Gestranius (Finland) |
| M. Stępiński 65'     | Report |        | Lendava Sports Park, Lendava rozhodčí: Mattias Gestranius (Finland) |

| 4. května 2012 20:15 |        |                            |                                                                     |
| Slovinsko            | 1:3    | Nizozemsko                 | Ljudski vrt, Maribor diváci: 8 132 rozhodčí: Marius Avram (Romania) |
| Zahovič 74'          | Report | Vloet 13' Lumu 35' Aké 61' | Ljudski vrt, Maribor diváci: 8 132 rozhodčí: Marius Avram (Romania) |

| 7. května 2012 17:00 |        |        |                                                         |
| Nizozemsko           | 0:0    | Belgie | Ljudski vrt, Maribor rozhodčí: Ivan Kružliak (Slovakia) |
|                      | Report |        | Ljudski vrt, Maribor rozhodčí: Ivan Kružliak (Slovakia) |

| 7. května 2012 20:15 |        |             |                                                                              |
| Slovinsko            | 1:1    | Polsko      | Lendava Sports Park, Lendava diváci: 1 900 rozhodčí: Alan Mario Sant (Malta) |
| Šauperl 26'          | Report | Rabiega 10' | Lendava Sports Park, Lendava diváci: 1 900 rozhodčí: Alan Mario Sant (Malta) |

| 10. května 2012 17:30 |        |        |                                                                                            |
| Nizozemsko            | 0:0    | Polsko | Lendava Sports Park, Lendava diváci: 537 rozhodčí: Emir Alecković (Bosnia and Herzegovina) |
|                       | Report |        | Lendava Sports Park, Lendava diváci: 537 rozhodčí: Emir Alecković (Bosnia and Herzegovina) |

| 10. května 2012 17:30                 |        |                |                                                                       |
| Belgie                                | 3:1    | Slovinsko      | Ljudski vrt, Maribor diváci: 6 211 rozhodčí: Harald Lechner (Austria) |
| Schrijvers 2' Gerkens 53' Dierckx 80' | Report | Stojanović 13' | Ljudski vrt, Maribor diváci: 6 211 rozhodčí: Harald Lechner (Austria) |

## Play off

### Semifinále
| 13. května 2012 17:30 |        |        |                                                                                         |
| Německo               | 1:0    | Polsko | Stožice Stadium, Lublaň diváci: 1 629 rozhodčí: Emir Alecković (Bosnia and Herzegovina) |
| Goretzka 34'          | Report |        | Stožice Stadium, Lublaň diváci: 1 629 rozhodčí: Emir Alecković (Bosnia and Herzegovina) |

| 13. května 2012 20:30  |        |        |                                                                        |
| Nizozemsko             | 2:0    | Gruzie | Stožice Stadium, Lublaň diváci: 1 500 rozhodčí: Marius Avram (Romania) |
| Hendrix 79' Haye 80+2' | Report |        | Stožice Stadium, Lublaň diváci: 1 500 rozhodčí: Marius Avram (Romania) |

### Finále
| 16. května 2012 18:00 |        |                |                                                                      |
| Německo               | 1:1    | Nizozemsko     | Stožice Stadium, Lublaň diváci: 11 674 rozhodčí: Ivan Kružliak (SVK) |
| Goretzka 45'          | Report | Acolatse 80+1' | Stožice Stadium, Lublaň diváci: 11 674 rozhodčí: Ivan Kružliak (SVK) |

|                                  |     | Penaltový rozstřel                             |  |
| Sarr Werner Itter Stendera Kempf | 4:5 | Huser Aké Acolatse Hendrix Trindade de Vilhena |  |